# Solegnathus hardwickii
Solegnathus hardwickii is een  straalvinnige vissensoort uit de familie van zeenaalden en zeepaardjes (Syngnathidae). De wetenschappelijke naam van de soort is voor het eerst geldig gepubliceerd in 1830 door Gray.
De soort staat op de Rode Lijst van de IUCN als Onzeker, beoordelingsjaar 2006.